# Les Rêves des autres
Les Rêves des autres est un recueil de sept nouvelles de l'américain John Irving publié en France en 1993. Ces nouvelles ont été écrites entre 1968 et 1993.

## Contenu
- Les Rêves des autres (Other People's Dreams) (1968) : l'histoire d'un homme insomniaque qui se découvre un don particulier : il sait revivre les rêves que d'autres ont fait dans le lit ou sur le canapé où il s'endort.
- Un énergumène passe à table (Brennbar's Rant) (1974) : au cours d'un repas, Brennbar, individu aux mœurs pour le moins extravagantes, gros buveur, grand fumeur de cigares, éructant et au langage parfois grossier, se lance, aidé par son épouse, dans une diatribe au sujet des minorités en arguant de son sentiment d'ostracisme du fait de son acné…
- L'Espace intérieur (Interior Space) (1980) : conflit de voisinage, promesse faite, histoire d'un homme qui se laisse envahir par les événements de sa vie et qui n'arrive pas à prendre une décision.
- Dans un état proche de l'Iowa ou l'itinéraire qui mène à l'état de grâce (Almost in Iowa) (1973) : l'histoire d'un homme quittant sa femme… il prend sa voiture, une Volvo, et la considère comme une personne. Il fait un voyage « en couple », sans avoir vraiment une destination, il trace des kilomètres tout simplement.
- Un royaume de lassitude (Weary Kingdom) (1968) : dans cette histoire on approche bien plus des romans connus d'Irving. Confrontation entre une vieille fille cinquantenaire, enlisée dans son train-train quotidien et une jeune femme vive et joyeuse, qui ne fait aucun plan d'avenir. L'ambiance fait un peu référence à l'atmosphère de l'orphelinat de L'Œuvre de Dieu, la part du Diable.
- Faut-il sauver Piggy Sneed ? (Trying to Save Piggy Sneed) (1982) : nous retrouvons ici tous les éléments « irviniens » et le côté autobiographique du récit. Il y a aussi la « méchanceté » enfantine, observation de nouveau de la société. Le héros vivant avec sa grand-mère, le héros qui décide de devenir écrivain à la suite de ces événements… comme dans Une veuve de papier.
- Mon dîner à la Maison-Blanche (My Dinner at the White House) (1993) : alors qu'il est démocrate, l'auteur reçoit une invitation de la part d'une association républicaine à la veille de l'échec de George Bush aux élections de 1992 ; c'est, pour lui, l'occasion de se souvenir d'un dîner auquel il a accepté de se rendre au cours d'un des mandats de Ronald Reagan…

## Éditions
- Les Rêves des autres : nouvelles ; trad. de l'américain par Josée Kamoun, Paris, Seuil, 1993.  (ISBN 2-02-019706-5).
- Les Rêves des autres : nouvelles ; trad. de l'américain par Josée Kamoun, Paris, Éd. Corps 16, 2000, 221 p.  (ISBN 2-84057-053-X).